# Krausismo
Unter Krausismo versteht man in Spanien eine Lebensauffassung und Weltsicht, die vor allem während der ersten Republik ab 1873 unter Intellektuellen weit verbreitet war. 
Benannt ist der Krausismo nach dem deutschen Philosophen Karl Christian Friedrich Krause. Dieser hatte eine panentheistische Kosmologie entworfen und trat für die Idee der Humanität ein. In Spanien wurden dessen Ideen vor allem von Julián Sanz del Río rezipiert und popularisiert. Ein Schüler war Francisco Giner de los Ríos, der mit anderen zusammen auf diesen Ideen eine liberale padagogische Schule gründete: Institución Libre de Enseñanza. Aus den Ideen Krauses entstand in Spanien ein idealistisches Politikverständnis. Danach sei in der Geschichte schon deren Ziel angelegt. Die menschliche Entwicklung liefe danach letztlich auf eine vollkommene Harmonie hinaus. Diese Weltsicht wies sowohl eine Affinität zur Freimaurerei in Krauses Loge Archimedes zu den drei Reißbrettern wie auch zu einem utopischen Sozialismus auf. Sie war während der Republik so etwas wie eine inoffizielle Staatsphilosophie. Allerdings bot sie keine Lösungsmöglichkeiten für die praktischen Probleme der Zeit. Bis zum Beginn des Spanischen Bürgerkriegs behielt die Ideologie allerdings einen gewissen Einfluss.
Zum Einfluss des Krausismo in den Amerikas siehe Stoetzer, Otto Carlos (1998): Karl Christian Friedrich Krause and his influence in the Hispanic world. ISBN 3-412-13597-6 und die Veröffentlichung der Friedrich-Ebert-Stiftung, El krausismo y su influencia en América Latina (1989).